# Andreas Gadient
Andreas Gadient (* 6. September 1892 in Trimmis; † 27. Dezember 1976 in Chur) war ein Schweizer Politiker (Demokratische Partei Graubündens).
Andreas Gadient gehörte zu den Gründern der Demokratischen Partei im Kanton Graubünden im Jahr 1919 und besass grossen Anteil an deren Aufstieg in den Zwischenkriegsjahren. Von 1925 bis 1959 gehörte er dem Nationalrat an. Gleichzeitig war er von 1927 bis 1939 sowie von 1951 bis 1957 Mitglied des Grossen Rats und von 1939 bis 1947 Regierungsrat und Vorsteher des Finanz- und Militärdepartements. Seine politischen Schwerpunkte waren die Anliegen der Klein- und Bergbauern sowie Sozial- und Bildungspolitik. Gadient engagierte sich in der Industrieförderung, um eine einseitige Fokussierung des Kantons auf den Tourismus zu vermeiden.
Andreas Gadient verfügte über die Doktorwürde (Dr. phil.) und das Diplom des höheren Lehramts. Von 1917 bis 1921 arbeitete er in Chur als Sekundar- und Handelsschullehrer, 1921 liess er sich in Klosters-Serneus nieder und war dort als Landwirt und bis 1931 als Sekundarlehrer tätig. Von 1941 bis 1976 gehörte er dem Verwaltungsrat der Ems-Werke an.
Andreas Gadient war Vater des Politikers Ulrich Gadient (1931–2016, ebenfalls Demokratische Partei Graubündens bzw. ab 1971 SVP) und Grossvater der Politikerin Brigitta Gadient (* 1960, SVP/BDP).